# Seznam minerálů, N–R
Není možné zde prezentovat úplný seznam minerálů, protože Komise pro nové minerály a názvy minerálů (CNMMN) při Mezinárodní mineralogické asociaci (IMA), která nové minerály a změny v názvosloví schvaluje, každý rok přidává nové. U názvů minerálů jsou doplněny značky pro status názvu (platný – neplatný nerost)
Úplný přehled minerálů z května 2008

## Vysvětlivky
(označení u názvu minerálu):
- A – schválený (approved)
- D – zrušený (discredited)
- G – uznané nerosty popsané před založením komise (grandfathered)
- H – hypotetický (hypothetical)
- I – přechodný člen (intermediate member)
- N – neschvalovaný komisí pro nové minerály a názvy minerálů
- Q – sporný (questionable)
- Rd – redefinovaný se schválením komise (redefined)
- Rn – přejmenovaný se schválením komise (renamed)

Z důvodu rozsáhlosti je seznam rozdělen: A–B – C–F – G–J – K–M – N–R – S–U – V–Ž

## Na–Ne
1. A Nabafit – NaBa(PO4).9H2O
2. A Nabokoit – Cu7TeO4(SO4)5
3. A Nacafit – Na2Ca(PO4)F
4. A Nacareniobsit-(Ce) – NbNa3Ca3Ce(Si2O7)2OF3
5. A Nadorit – PbSbO2Cl
6. A Nagašimalit – Ba4(V3+Ti)4B2Si8O27Cl(O,OH)2
7. A Nagelschmidtit – Ca3(PO4).2(α-Ca2SiO4)
8. G Nagyagit – Pb5Au(Te,Sb)4S5-8
9. A Nahcolit – NaHCO3
10. A Nahpoit – Na2HPO4
11. A Nakauriit – Cu8(SO4)4(CO3)(OH)6.48H2O
12. A Nakrit – Al2Si2O5(OH)4
13. A Nambulit – NaLiMn8Si10O28(OH)2
14. A Namibit – Cu1+Bi2VO6
15. A Namuwit – (ZnCu)4SO4(OH)6.4H2O
16. A Nanlingit – CaMg4(AsO3)2F4
17. G Nantokit – CuCl
18. A Narsarsukit – Na2Ti[O(Si4O10)]
19. A Nasinit – Na2B5O8(OH).2H2O
20. G Nasledovit – PbMn3Al4(CO3)4(SO4)O5.5H2O
21. A Nasonit – Pb6Ca4(Si2O7)3Cl2
22. A Nastrofit – Na(SrBa)(PO4).9H2O
23. A Natalyit – Na(VCr)(Si2O6
24. A Natanit – FeSn(OH)6
25. A Natisit – Na2(TiO)SiO4
26. A Natrit – Na2CO3
27. A Natroalunit – NaAl3(SO4)2(OH)6
28. A Natroapofylit – NaCa4Si8O20F.8H2O
29. G Natroautunit – Na2(UO2)2(PO4)2.8H2O
30. A Natrobetpakdalit – (NaCa)Fe3+2H8[(MoO4)5(AsO4)2].15H2O
31. A Natrobistantit – (NaCs)Bi(TaNbSb)4O12
32. A Natroboltwoodit – (NaK)H3O(UO2)(SiO4).H2O
33. A Natrodachiardit – (Na2CaK24-5(Al8Si40O96).26H2O
34. A Natrodufrenit – Na(Fe3+Fe2+)(Fe3+Al)5(PO4)4(OH)6.2H2O
35. A Natrofairchildit – Na2Ca(CO3)2
36. A Natrofarmakosiderit – Na2[Fe3+4(AsO4)3(OH)4](OH).7H2O
37. A Natrofilit – NaMnPO4
38. A Natroflogopit – NaMg3(Si3Al)O10(OH)2
39. A Natrofosfát – Na7(PO4)2F.19H2O
40. A Natrochalcit – NaCu2(SO4)2(OH).H2O
41. G Natrojarosit – NaFe3+3(SO4)2(OH)6
42. A Natrokomarovit – (NaCaK)2Nb2Si2O10(OH,F)2.H2O
43. A Natrolit – Na2(Al2Si3O10).2H2O
44. G Natromontebrasit – (NaLi)Al(PO4)(OH,F)
45. A Natronambulit – (NaLi)(MnCa)4Si5O14(OH)
46. A Natroniobit – NaNbO3
47. A Natrosilit – Na4(Si4O10)
48. A Natrotantit – Na2Ta4O11
49. A Natrouranospinit – (Na2Ca)(UO2)2(AsO4)2.5H2O
50. A Natrozippeit – Na4(UO2)6(SO4)(OH)10.4H2O
51. A Naujakasit – Na6(Fe2+Mn)Al4Si8O26
52. A Naumannit – Ag2Se
53. G Navajoit – V2O5.3H2O
54. A Nealit – Fe2+Pb4(AsO4)2Cl4
55. A Nefedovit – Na5Ca4(PO4)4F
56. A Nefelín – (NaK)AlSiO4
57. A Neighborit – NaMgF3
58. A Nekoit – Ca3Si6O12(OH)6.5H2O
59. A Nekrasovit – Cu26V2Sn6S32
60. A Nelenit – (MnFe2+)16Si12O30(OH)14[As3+3O6(OH)3]
61. A Neltnerit – CaMn6SiO12
62. G Nenadkevičit – (NaCaK)(NbTi)Si2O6(O,OH).2H2O
63. A Neotokit – (MnFe2+)SiO3.H2O
64. A Nepouit – (NiMg)3Si2O5(OH)4
65. A Neptunit – KNa2Li(Fe2+Mn)2Ti2Si8O24
66. A Nesquehonit – Mg(HCO3)(OH).2H2O
67. A Nevskit – Bi(Se,S)
68. A Newberyit – MgHPO4.3H2O
69. A Neyit – Pb7(CuAg)2Bi6S17

## Ni–Ny
1. A Niahit – (NH4)(Mn2+MgCa)(PO4).H2O
2. A Nifontovit – Ca3B6O6(OH)12.2H2O
3. A Nigerit – (ZnMgFe2+)(SnZn)2(AlFe3+)12O22(OH)2
4. A Niggliit – PtSn
5. A Nichromit – (NiCoFe2+(CrFe3+Al)2O4
6. G Nikelín – NiAs
7. A Nikl – Ni
8. A Niklalumit – (NiCu)Al4(SO4,NO3)(OH)12.3H2O
9. A Niklaustinit – Ca(NiZn)(AsO4)(OH)
10. A Niklbischofit – NiCl2.6H2O
11. A Niklblödit – Na2Ni(SO4)2.4H2O
12. A Niklboussingaultit – (NH4)1,6(NiMgCu)1,2(SO4)2.6H2O
13. A Niklhexahydrit – NiSO4.6H2O
14. G Niklskutterudit – NiAs3
15. A Niklzippeit – (NiCo)2(UO2)6(SO4)3(OH)10.16H2O
16. A Nimit – (NiMgFeAl)6(Si3Al)O10(OH)8
17. A Ningjoit – CaU(PO4)2.H2O
18. A Niningerit – (MgFeMn)S
19. G Niobit – (FeMn)(NbTa)2O6
20. A Nioboeschynit-(Ce) – (CeCaTh)(NbTi)2(O,OH)6
21. A Niobofylit – (KNa)3(Fe2+Mn)6(NbTi)2Si8(O,OH,F)31
22. G Niocalit – Ca14Nb2(Si2O7)O6F2
23. A Nisbit – NiSb2
24. A Nissonit – Cu2Mg2(PO4)2(OH)2.5H2O
25. G Nitramit – NH4NO3
26. G Nitrobaryt – Ba(NO3)2
27. G Nitrokalcit – Ca(NO3)2.4H2O
28. G Nitrokalit – KNO3
29. G Nitromagnezit – Mg(NO3)2.6H2O
30. G Nitronatrit – NaNO3
31. A Nobleit – CaB6O9(OH)2.3H2O
32. A Nocerin – Mg3(F3,BO3)
33. A Nolanit – (V3+Fe2+Fe3+Ti)10O14(OH)2
34. A Nontronit – Na0,25-0,6Fe3+2(SiAl)4O10(OH)2.nH2O
35. A Norbergit – Mg3(SiO4)(F,OH)2
36. A Nordenskiöldin – CaSnB2O6
37. A Nordit-(Ce) – (CeLa)SrCa)Na2(NaMn)(ZnMg)Si6O17
38. A Nordstrandit – Al(OH)3
39. A Nordströmit – Pb3CuBi7(S,Se)14
40. A Norsethit – BaMg(CO3)2
41. G Northupit – Na3Mg(CO3)2Cl
42. A Nosean – Na8Al6Si6O24(SO4)
43. G Nováčekit – Mg(UO2)2(AsO4)2.10-12H2O
44. A Novákit – Cu20,16Ag0,85As10
45. A Nowackiit – Cu6Zn3As4S12
46. A Nsutit – (Mn4+Mn2+)(O,OH)2
47. A Nuffieldit – Pb2Cu(PbBi)Bi2S7
48. A Nukundamit – (CuFe)S
49. A Nullaginit – Ni2(CO3)(OH)2
50. A Nyböit – Na3Mg3Al2(Si7Al)O22(OH)2
51. A Nyerereit – Na2Ca(CO3)2

## O
1. A Oboyerit – Pb6H6(TeO6)2(TeO3)3.2H2O
2. A Obradovicit – (KNa)H4CuFe2(AsO4)(MoO4)5.12H2O
3. A O’danielit – Na(ZnMg)3H2(AsO4)3
4. A Odinit – (Fe3+MgAlFe2+)2(SiAl)2O5(OH)4
5. A Offretit – (CaNaK)2(Al3Si9O12).9H2O
6. A Ogdensburgit – Ca2Fe3+4(ZnMn)(AsO4)4(OH)6.6H2O
7. A Ohmilit – Sr3(TiFe3+)(Si2O6)(O,OH).2-3H2O
8. A Ochotskit – Ca2(Mn2+Mg)(Mn3+AlFe3+)2Si3O10(OH)4
9. A Ojelit – 10CaO.B2O3.8SiO2.12,5H2O
10. A Ojuelait – ZnFe3+2(AsO4)2(OH)2.4H2O
11. A Okanogamit-(Y) – (NaCa)3(YCe)12B2Si6O27F14
12. G Okenit – Ca3(Si6O12)(OH)6.3H2O
13. A Oldhamit – CaS
14. A Olennit – NaAl3Al6(BO3)3(Si6O18)(O,OH)4
15. A Olgit – Na(SrBa)(PO4)
16. A Oligoklas – An10Ab90An30Ab70
17. G Olivenit – Cu2(AsO4)(OH)
18. G Olivín – skupina izomorfních minerálů mezi forsteritem a fayalitem
19. A Olmsteadit – KFe2+2(NbTa)(PO4)2O2.2H2O
20. G Olovo – Pb
21. A Olsacherit – Pb2(SO4)(SeO4)
22. A Olšanskyit – Ca3B4(OH)16(OH)2
23. A Olympit – Na3PO4
24. A Omeiit – OsAs2
25. A Omfacit – (CaNa)(MgFe2+AlFe3+)(Si2O6)
26. A Onoratoit – Sb8O11Cl2
27. A Oosterboschit – (PdCu)7Se5
28. A Opál – SiO2.nH2O
29. A Orcelit – Ni4,2As2 až Ni5,5As2
30. A Örebroit – Mn6(Sb5+Fe3+)2Si2(O,OH)14
31. A Oregonit – Ni2FeAs2
32. A Orfeit – H6Pb10Al20(PO4)12(SO4)5(OH)40.11H2O
33. A Orickit – NaxKyCuFeS2.zH2O
34. A Orientit – Ca8Mn3+10(SiO4)3(OH)10.4H2O
35. A Ortobrannerit – U6+U4+Ti4O12(OH)2
36. A Ortoericssonit – BaMn2(Fe3+O)Si2O7(OH)
37. A Ortojoaquinit-(Ce) – Ba2NaCe2Fe2+Ti2Si8O26(OH,F).H2O
38. A Ortoklas – KAlSi3O8
39. A Ortopinakiolit – (MgMn2+)2Mn3+(BO3)O2
40. A Ortoserpierit – Ca(CuZn)4(SO4)2(OH)6.3H2O
41. A Oruetit – Bi8TeS4
42. A OsarizawaitCu(PbZnKNa)(FeAl)2(SO4)2(OH)6
43. A Osarsit – (OsRu)AsS
44. G Osbornit – TiN
45. A Osmiridium – (Ir,Os)
46. A Osmium – (Os,Ir)
47. A Osumilit – (KNa)(FeMg)2(AlFe3+)3(SiAl)12O30
48. A Osumilit-(Mg) – (KNa)(MgFe2+)2(AlFe3+)3(SiAl)12O30
49. G Otavit – CdCO3
50. A Otjisumeit – PbGe4O9
51. A Ottemannit – Sn2S3
52. A Ottrelit – (MnFe2+Mg)2Al4Si2O10(OH)4
53. A Otwayit – (NiMg)2(CO3)(OH)2.H2O
54. A Ourayit – Pb4Ag3Bi5S13
55. A Oursinit – Co(UO2)2(Si2O7).6H2O
56. A Overit – CaMgAl(PO4)2(OH).4H2O
57. A Owyheeit – Ag2Pb5Sb6S14
58. A Oxamit – (NH4)2(C2O4).H2O
59. A Ozokerit – směs uhlovodíků parafinové řady

## Pa
1. A Pääkkönenit – Sb2AsS2
2. A Pabstit – Ba(SnTi)(Si3O9)
3. A Paděrait – Cu509Ag1,3Pb1,6Bi11,2S22
4. A Pahasapait – (CaLiK)24Li8Be24P24O96.3H2O
5. G Pachnolit – NaCaAlF6.H2O
6. A Painit – CaZrAl9(BO3)O15
7. A Palarstanid – Pd5(Sn,As)2
8. A Palenzonait – (Ca2Na)Mn2(VO4)3
9. A Palermoit – (LiNa)2(SrCa)Al4(PO4)4(OH)4
10. G Palladium – Pd
11. A Palladoarsenid – Pd2As
12. A Palladobismutarsenid – Pd2(As,Bi)
13. A Palladseit – Pd17Se15 nebo Pd9Se8
14. A Palmierit – PbK2(SO4)2
15. A Palygorskit – (MgAl)5(SiAl)5O20(OH)2.4H2O
16. A Panasqueirait – CaMg(PO4(OH,F)
17. A Pandermit – Ca5B1223.9H2O
18. A Panethit – (NaCaK)2(MgFeMn)2(PO4)2
19. A Panunzit – K0,7Na0,3AlSiO4
20. A Paolovit – Pd2Sn
21. A Pao-ton-kuang – Ba(TiNbFe)2O3(SiO4)
22. A Papagoit – CaCuAl(Si2O6)(OH)3
23. A Paraalumohydrokalcit – CaAl2(CO3)2(OH)4.6H2O
24. A Parabariomikrolit – BaTa4O10(OH)2.2H2O
25. A Parabrandtit – Ca2Mn(AsO4)2.2H2O
26. G Parabutlerit – Fe3+(SO4)(OH).2H2O
27. A Paracelsian – Ba(Al2Si2O8)
28. A Paracoquimbit – Fe3+2(SO4)3.9H2O
29. A Paracostibit – CoSbS
30. A Paradamin – Zn2(AsO4)(OH)
31. A Paradokrasit – Sb2(Sb,As)2
32. A Paragonit – NaAl2(Si3Al)O10(OH)2
33. G Paraguanajuatit – Bi2(Se,S)3
34. A Parahopeit – Zn3(PO4)2.4H2O
35. G Parajamesonit – Pb4FeSb6S14
36. A Parakeldyšit – Na2Zr(Si2O7)
37. A Parakhinit – PbCu3Te6+O4(OH)6
38. G Paralaurionit – PbCl(OH)
39. A Paralstonit – BaCa(CO3)2
40. G Paramelakonit – Cu1+2Cu2+2O3 či CuO
41. A Paramendozavilit – NaAl4[Fe7(PO4)5(PMo12O40)(OH)16].56H2O
42. G Paramontroseit – VO2
43. A Paranatrolit – Na2(Al2Si3O10).3H2O
44. A Paraotwayit – Ni(OH)2-x(SO4CO3)0,5x
45. A Parapierrotit – TlSb5S8
46. G Pararammelsbergit – NiAs2
47. A Pararealgar – AsS
48. A Paraschachnerit – Ag3H2
49. A Paraschoepit – UO3.2H2O
50. A Parascholzit – CaZn2(PO4)2.2H2O
51. A Paraspurrit – Ca5(SiO4)2(CO3)
52. A Parasymplezit – Fe2+3(AsO4)2.8H2O
53. G Paratacamit – Cu2(OH)3Cl
54. A Paratellurit – TeO2
55. A Paraumbit – K3Zr2H(Si3O9)2.7H2O
56. A Paravauxit – Fe2+Al2(PO4)2(OH)2.8H2O
57. A Pargasit – NaCa2Mg4Al(Si6Al2)O22(OH)2
58. G Parisit-(Ce) – CaCe2(CO3)3F2
59. A Parisit-(Nd) – (NdCe)2Ca(CO3)F2
60. A Parkerit – Ni3(BiPb)2S2
61. A Parnauit – Cu9(AsO4)2(SO4)(OH)10.7H2O
62. A Parsettensit – (KNaCa)(MnAl)7Si8O20(OH)8.2H2O
63. A Parsonsit – Pb2(UO2)(PO4)2.2H2O
64. A Parthéit – Ca(Al2Si2O8).2H2O
65. G Partzit – CuSb2(O,OH,F)7
66. A Parwelit – (MnMg)5Sb(As,Si)2O12
67. G Pascoit – Ca3V10O28.17H2O
68. G Patronit – VS4
69. A Paulingit – (KCaNa)2(Al3Si11O28).12H2O
70. A Paulkellerit – Bi2F3+(PO4)O2(OH)2
71. A Paulkerrit – KTi(MgMn)2(Fe3+MgAlTi)2(PO4)4(OH)3.15H2O
72. A Paulmooreit – Pb2As3+2O5
73. A Pavonit – (AgCu)(BiPb)3S5
74. A Paxit – CuAs2

## Pe–Pl
1. A Pearceit – Ag16As2S11
2. A Pecorait – Ni3Si2O5(OH)4
3. A Pehrmanit – BeFe2+2Al6O12
4. A Peisleyit – Na3Al16(SO4)2(PO4)10(OH)17.20H2O
5. A Pekoit – PbCuBi11(Se,Se)18
6. A Pektolit – NaCa2H(Si3O9)
7. A Pektolit-M2abc – NaCa2Si3O8(OH)
8. A Pellouxit – CaO
9. A Pellyit – Ba2Ca(Fe2+Mg)2(Si6O17)
10. G Penfieldit – Pb2(OH)Cl3
11. A Penikisit – Ba(MgFe)2Al2(PO4)3(OH)3
12. A Penkvilksit – Na4Ti2Si8O22.5H2O
13. A Pennantit – (Mn5Al)(SiAl)4O10(OH)8
14. A Pennin – (MgFe2+Al)6(SiAl)4O10(OH)8
15. A Penroseit – (NiCoCu)Se2
16. A Pentagonit – Ca(VO)(Si4O10).4H2O
17. A Pentahydrit – MgSO4.5H2O
18. A Pentahydroborit – CaB2O4.5H2O
19. G Pentlandit – (FeNi)9S8
20. A Penžinit – (AgCu)4Au(S,Se)4
21. A Percylit – PbCuCl2(OH)2
22. A Peretait – CaSb3+4O4(SO4)2(OH)2.2H2O
23. A Perhamit – Ca3Al7(Si3P4)O28(OH)3.18H2O
24. G Periklas – MgO
25. A Perit – PbBiO2Cl
26. A Perlialit – K9Na(CaSr)(Al12Si24O72).15H2O
27. A Perloffit – Ba(MnFe2+)2Fe3+2)(PO4)3(OH)3
28. A Permingeatit – Cu3(SbAs)Se4
29. G Perovskit – CaTiO3
30. A Perrierit-(Ce) – (CeLaCaNa)4Fe(TiFe3+)2Ti2O8(Si2O7)2
31. A Perroudit – Hg5Ag4S5(Cl,I,Br)4
32. A Perryit – (NiFe)5(SiP)2
33. A Petalit – LiAlSi4O10
34. A Petarasit – Na5Zr2Si6O18(Cl,OH).2H2O
35. A Petedunnit – CaZnSi2O6
36. A Petersit-(Y) – (YCeCa)Cu6(PO4)3(OH)6.3H2O
37. A Petrovicit – Cu3HgPbBiSe5
38. A Petrovskait – AuAg(S,Se)
39. A Petscheckit – U4+Fe2+(NbTa)2O8
40. A Petzit – Ag3AuTe2
41. A Phaunouxit – Ca3(AsO4)2.11H2O
42. A Philipsbornit – PbAl3H(AsO4)2(OH)5
43. A Philipsburgit – (CuZn)6(AsO4,PO4)2(OH)6.H2O
44. A Phillipsit – KCa(Al3Si5O16).6H2O
45. G Pickeringit – MgAl2(SO4)4.22H2O
46. A Picotpaulit – (TlPb)Fe2S3
47. A Piemontit – Ca2(Mn3+AlFe3+)3(SiO4)(Si2O7)O(OH)
48. A Pierrotit – 2TlS.5(SbAs)2S3
49. A Pigeonit – (MgFe2+Ca)(MgFe2+)(Si2+O6)
50. A Pijpit – K2Cu2O(SO4)2
51. A Pikrofarmakolit – (CaMg)3(AsO4)2.6H2O
52. A Pilsenit – Bi4Te3
53. A Pimelit – (NiMg)3Si4O10(OH)2.nH2O
54. G Pinakiolit – MgMn2+Mn3+(BO3)O2
55. A Pinchit – Hg5O4Cl2
56. G Pinnoit – Mg(B2O)(OH)6
57. G Pintadoit – Ca2V2O7.9H2O
58. A Pirquitasit – Ag2ZnSnS4
59. A Pirssonit – Na2Ca(CO3)2.2H2O
60. A Písekit – (YCeCaAsFeU)(NbTiTa)(O,OH)4
61. A Pitiglianoit – Na6K2{Si6Al6O24(SO4)}.2H2O
62. A Pitticit – Fe3+20(AsO4,PO4)13(OH)24.9H2O
63. A Plagioklas
64. A Plagionit – Pb5Sb8S17
65. A Plancheit – Cu8(Si4O11)2(OH)4.xH2O
66. A Platarsit – PtAsS
67. G Platina – Pt
68. G Platiniridium- (IrPt)
69. G Plattnerit – PbO2
70. G Platynit – Pb4Bi7Se7S4
71. A Playfairit – Pb16Sb18S43
72. G Plombierit – Ca5H2Si6O18.6H2O
73. A Plumbobetafit – (PbUCa)(TiNb)2O6(OH,F)
74. A Plumboferit – PbFe4O7
75. A Plumbogumit – PbAl3(PO4)(PO3OH)(OH)6
76. G Plumbojarosit – PbFe3+6(SO4)4(OH)12
77. A Plumbomikrolit – Pb(TaNb)2O6(OH)
78. A Plumbopalladinit – Pd3Pb2
79. A Plumbopyrochlor – (PbYUCa)2-xNb2O6(OH)
80. A Plumbotellurit – PbTeO3 – PbTeO3
81. A Plumbotsumit – Pb5Si4O8(OH)10

## Po–Py
1. A Pojarkovit – Hg3ClO
2. A Pokrovskit – Mg2(CO3)(OH)2.O,5H2O
3. A Polarit – Pd(BiPb)
4. A Polhemusit – (ZnHg)S
5. A Polkanovit – Rh12As7
6. A Polkowicit – (FePb)3(GeFe)1-xS4
7. A Polucit – Cs2(AlSi2O6)2.H2O
8. G Polybazit – (AgCu)16Sb2S11
9. A Polydymit – NiNi2S4
10. A Polyhalit – K2Ca2Mg(SO4)4.2H2O
11. G Polykras-(Y) – (YCaCeUTh)(TiNbTa)2O6
12. A Polylithionit – KLi2AlSi4O10(F,OH)2
13. A Polymignit – (CaNaCeYTh)2Zr2(TiNb)3(FeTi)O14
14. A Ponomarevit – K4Cu4OCl10
15. A Portlandit – Ca(OH)2
16. A Posnjakit – Cu4(SO4)(OH)6.H2O
17. A Potarit – PdHg
18. A Potosiit – Pb48Sn4+18Fe2+7Sb3+16S115
19. A Pottsit – HPbBi(VO4)2.2H2O
20. A Poubait – PbBi2Se2(Te,S)2
21. A Poudretteit – KNa2B3Si12O30
22. A Poughit – Fe3+2(TeO3)2(SO4).3H2O
23. A Powellit – Ca(MoO4)
24. A Prehnit – Ca2Al(AlSi3O10)(OH)2
25. A Preisingerit – Bi3(AsO4)2O(OH)
26. A Preiswerkit – NaMg2Al(Al2Si2O10)(OH)2
27. A Preobraženskit – Mg3B10O28.4-5H2O
28. A Priderit – (KBa)(TiFe3+)8O16
29. A Probertit – NaCaB5O7(OH)4.3H2O
30. A Prosperit – CaZn2H(AsO4)2(OH)
31. A Protasit – Ba(UO2)3O3(OH)2.2H2O
32. A Protojoséit – Bi3TeS
33. A Proudit – Bi10Pb8(S,Se)23
34. G Proustit – Ag3AsS3
35. A Prozopit – CaAl2(F,OH)8
36. G Prževalskit – Pb(UO2)2(PO4)2.4H2O
37. A Pseudoautunit – (H3O)4Ca2(UO2)2(PO4)4.5H2O
38. G Pseudoboleit – Pb5Cu4Cl10(OH)8.2H2O
39. G Pseudobrookit – Fe3+2TiO5
40. A Pseudocotunnit – K2PbCl4
41. A Pseudolaueit – Mn2+Fe3+2(PO4)2(OH)2.8H2O
42. A Pseudomalachit – Cu5(PO4)2(OH)4
43. A Pseudorutil – Fe3+2Ti3O9
44. A Psilomelan – MnO
45. G Pucherit – Bi(VO4)
46. A Pumpellyit-(Fe2+) – Ca2Fe2+Al2(SiO4)(Si2O7)(OH)2.H2O
47. A Pumpellyit-(Mg) – Ca2MgAl2(SiO4)(Si2O7)(OH)2.H2O
48. A Pumpellyit-(Mn2+) – Ca2(Mn2+Mg)(AlMn3+Fe3+)(SiO4)(Si2O7)(OH)2.H2O
49. A Purpurit – (Mn3+Fe3+(PO4)
50. A Putoranit – Cu16-18(FeNi)18-19S32
51. A P-veatchit – Sr2B11O16(OH)5.H2O
52. A Pyrargyrit – Ag3SbS3
53. G Pyrhotin – Fe1-xS (x=0–0,17)
54. G Pyrit – FeS2
55. A Pyroaurit – Mn6Fe3+2CO3(OH)16.4H2O
56. A Pyrobelonit – PbMn(VO4)(OH)
57. A Pyrofanit – MnTiO3
58. A Pyrofylit – Al2Si4O10(OH)2
59. A Pyrochlor – (NaCa)2Nb2O6(OH,F)
60. G Pyrochroit – Mn(OH)2
61. A Pyroluzit – MnO2
62. G Pyromorfit – Pb5(PO4)3Cl
63. A Pyrop – Mg3Al2(SiO4)3
64. G Pyrosmalit – (Fe2+Mn)8(Si6O15)(OH,Cl)10
65. G Pyrostilpnit – Ag3SbS3 starší český název je Ohnivé blejno.
66. A Pyroxferoit – (FeMn)7(Si7O21)
67. A Pyroxmangit – (MnFe)7(Si7O21)

## Q
1. A Qandilit – Mg2TiO4
2. A Qingheiit – Na3Mn2Mg2(AlFe)2(PO4)6
3. A Qitianlingit – Fe2Nb2WO10
4. A Quatrandorit – Pb18Ag15Sb47S96
5. A Queitit – Pb4Zn2(SO4)(SiO4)(Si2O7)
6. G Quenselit – PbMn3+O2(OH)
7. G Quenstedtit – Fe3+2(SO4)3.10H2O
8. A Quetzalcoatlit – Cu4Zn8(TeO3)3(OH)18

## Ra–Rh
1. G Rabbittit – Ca3Mg3(UO2)2(CO3)6(OH)4.18H2O
2. A Rabdofán-(Ce) – (CeLa)(PO4).H2O
3. G Rabdofán-(La) – (LaCe)PO4.H2O
4. A Radhakrišnait – PbTe3(Cl,S)2
5. A Raguinit – TlFeS2
6. A Rait – Na4(MnTi)3(Si8O16)(OH)8.9H2O
7. A Rajit – CuTe4+2O5
8. A Ralstonit – NaxMgxAl2-xF6-x(OH)y.zH2O (x=0,3-0,5, y=1,1-2,3, z=0,8-0,9)
9. A Ramdohrit – Ag3Pb6Sb11S24
10. A Rameauit – K2O.CaO.6UO3.9H2O
11. G Rammelsbergit – NiAs2
12. G Ramsayit – Na2Ti2(Si2O6)O3
13. A Ramsbeckit – (CuZn)15(SO4)4(OH)22.6H2O
14. A Ramsdellit – γ-MnO2
15. A Ranciéit – (CaMn2+Mg)O.4MnO2.3,6H2O
16. A Rankachit – (CaO)0,5(FeO)0,5.V2O5.4WO3.6H2O
17. A Rankamait – (NaK)3Al(TaNb)10O26(OH)4
18. A Rankinit – Ca3Si2O7
19. A Ransomit – CuFe3+2(SO4)4.7H2O
20. A Ranunculit – AlH(UO2)(PO4)(OH)3.4H2O
21. A Rapidcreekit – Ca2(SO4)(CO3).4H2O
22. G Raspit – PbWO4
23. A Rasvumit – KFe2S3
24. G Rathit – (PbTl)3As4S9
25. A Rauenthalit – Ca3(AsO4)2.10H2O
26. G Rauvit – Ca(UO2)2V5+10O28.16H2O
27. A Rayit – Pb8(AgTl)2Sb8S21
28. A Realgar – AsS
29. A Rebulit – Tl5Sb5As8S22
30. A Rectorit – interstratifikovaný minerál 1:1 dioktaedrické slídy (paragonit) a dioktaedrického smektitu
31. A Reddingit – Mn2+3(PO4)2.3H2O
32. G Redingtonit – (FeMgNi)(CrAl)2(SO4)4.22H2O
33. A Redledgeit – BaTi6Cr2O16.H2O
34. A Reedmergnerit – NaBSi3O8
35. A Reevesit – Ni6Fe2(OH)16(CO3).4H2O
36. A Refikit – C20H32O2
37. A Reidit – ZrSiO4
38. A Reichenbachit – Cu5(PO4)2(OH)4
39. G Reinerit – Zn3(As3+O3)2
40. A Reinhardbraunsit – Ca5(SiO4)2(OH,F)2
41. A Renardit – Pb(UO2)4(PO4)2(OH)4.7H2O
42. A Réniérit – Cu10(ZnCu)(GeAs)2Fe4S16
43. A Retgersit – NiSO4.6H2O
44. A Retzian-(La) – Mn2(LaCeNd)(AsO4)(OH)4
45. A Retzian-(Nd) – Mn2(NdCeLa)(AsO4)(OH)4
46. A Retzian-(Y) – Mn2Y(AsO4)(OH)4
47. A Revdit – Na2Si2O5.5H2O
48. A Reyerit – (NaK)4Ca14(SiAl)24O60(OH)5.5H2O
49. A Rhenium – Re
50. A Rhodesit – Ca4Na2K2Si16O38.12H2O
51. A Rhodium – (RhPt) (Rh:Pt=57:43)
52. A Rhodplumsit – Rh3Pb2S2
53. A Rhönit – Ca2(MgFe2+)4Fe3+Ti4+[O2(Al3Si3O18)]

## Ri–Ry
1. A Ribbeit – Mn5(SiO4)2(OH)2
2. A Rickardit – Cu7Te5
3. A Riebeckit – Na2Fe2+3Fe3+2Si8O22(OH)2
4. A Richellit – Ca3Fe3+10(PO4)8(OH,F)12.nH2O
5. A Richelsdorfit – Ca2Cu5Sb(AsO4)4Cl(OH)6.6H2O
6. A Richetit – PbO.4UO3.4H2O
7. A Richterit – Na2CaMg5Si8O22(OH)2
8. A Ringwoodit – (MgFe)2SiO4
9. G Rinneit – K3Nafe2+Cl6
10. A Ripidolit – (MgFe2+Al)6(SiAl)4O10(OH)8
11. A Rivadavit – Na6Mg[B6O7(OH)6]4.10H2O
12. G Riversideit – Ca5H2(Si3O9)2.2H2O
13. A Roaldit – Fe4N
14. A Robertsit – Ca3Mn3+4(PO4)4(OH)6.3H2O
15. A Robinsonit – Pb4Sb6S13
16. A Rockbridgeit – (Fe2+Mn)Fe3+4(PO4)3(OH)5
17. A Rodalquilarit – Fe3+2H3(Te4+O3)4Cl
18. A Rodizit – (KCs)Be4Al4B11O28
19. G Rodochrozit – MnCO3
20. A Rodonit – (Mn2+FeMgCa)SiO3
21. A Rodostanit – Cu2FeSn3S8
22. A Roeblingit – PbCa3H6(SiO4)3(SO4)
23. A Roedderit – (NaK)2(MgFe2+)5Si12O30
24. A Roggianit – Ca8(Al8Si16O44)(OH)16.13H2O
25. A Rohait – (TlPbK)2Cu8,67Sb2S4
26. A Rokühnit – FeCl2.2H2O
27. A Romanéchit – (Ba,H2O)2Mn5O10
28. A Romboklas – HFe3+(SO4)2.4H2O
29. G Roméit – (CaNaFeMn)2Sb5+2O6(O,OH,F)
30. A Römerit – Fe2+Fe3+2(SO4)4.14H2O
31. G Röntgenit-(Ce) – Ca2Ce3(CO3)5F3
32. A Rooseveltit – α-BiAsO4
33. A Roquésit – CuInS2
34. A Rosasit – (CuZn)2(CO3)(OH)2
35. A Roscoelit – K(VAlMg)2(Si3Al)O10(OH)2
36. A Rosemaryit – (NaCaMn2+)(Mn2+Fe2+)(Fe3+Fe2+Mg)Al(PO4)3
37. A Rosenbuschit – (CaNa)3(ZrTi)Si2O8F
38. A Rosenhahnit – Ca3Si3O8(OH)2
39. A Roscherit – CaFe2+3Be2(PO4)3(OH)3.2H2O
40. G Rosickýit – S (síra-gama)
41. A Rossit – CaV2O6.4H2O
42. G Rösslerit – MgH(AsO4).7H2O
43. A Rostit – Al(SO4)(OH,F).5H2O
44. A Roubaultit – Cu2(UO2)3(CO3)O2(OH)2.4H2O
45. A Rouseit – Pb2Mn(AsO3)2.2H2O
46. A Routhierit – TlHgAsS3
47. A Roweit – Ca2Mn2B4O7(OH)6
48. A Roxbyit – Cu1,74-1,82S
49. A Rozelit – Ca2(CoMg)(AsO4)2.2H2O
50. A Rozelit-beta – Ca2Co(AsO4)2.2H2O
51. A Rozenit – Fe2+SO4.4H2O
52. G Rtuť – Hg
53. A Ruarsit – RuAsS
54. A Rucklidgeit – (BiPb)3Te4
55. A Ruizit – CaMn3+Si2O6(OH).2H2O
56. A Rusakovit – (Fe3+Al)5(VO4,PO4)2(OH)9.3H2O
57. G Russellit – Bi2WO6
58. A Rustenburgit – (PtPd)3Sn
59. A Rustumit – Ca4(Si2O7(OH)2
60. A Ruthenarsenit – RuAs
61. A Rutheniridosmin – (OsIrRu)
62. A Ruthenium – Ru
63. G Rutherfordin – (UO2(CO3)
64. G Rutil – TiO2
65. A Rynersonit – Ca(TaNb)2O6